# کونتوریلو (ایاکوچو)
کونتوریلو (به اسپانیایی: Kunturillu) یک کوه در پرو است که در منطقه آیاکوچو واقع شده‌است. کونتوریلو ۴٬۴۰۰ متر بالاتر از سطح دریا واقع شده‌است.